# Менсплейнінг
Менспле́йнінг (англ. mansplaining, контамінація man «чоловік» та explaining «пояснення») — термін на позначення сексистської манери чоловіків розмовляти з жінками, пояснюючи їм речі у поблажливій, самовпевненій, помилковій або спрощеній формі, через «знижку на її стать». Використовуючи подібну манеру спілкування, чоловік ставить під сумнів обізнаність жінки в темі. Термін набув першочергового поширення у феміністському середовищі.

## Опис
Менсплейнінг — манера розмови, з використанням якої чоловіки пояснюють щось жінкам з допомогою спрощених формулювань, роблячи знижку на стать співрозмовниць. Термін також вживається в ситуаціях, в яких чоловік усвідомлено заздалегідь припускає неможливість розуміння питання або проблеми з боку жінки (інколи під цей термін підставляють і стреотипне неусвідомлення такої поведінки); або з метою самовозвеличення, бажаючи показати, що знається в темі краще за жінку. Використовуючи подібну манеру, чоловік ставить під сумнів обізнаність жінки в темі обговорення чи дискусії.
У вихідному значенні менсплейнінг безпосередньо пов'язують з гендерною проблематикою, заснованою на сексистських та стереотипних припущеннях про те, що чоловіки зазвичай більш компетентні, освічені та обізнані, ніж жінки, тому початково поширювався в основному у феміністських колах. Пізніше термін набув ширшого вживання і часто застосовується навіть коли чоловік поблажливо звертається з поясненнями до будь-кого, бевідносно до віку та гендеру цих людей; «mansplaining» може бути застосований до будь-якої аудиторії.
Лілі Ротман (англ.Lily Rothman) з The Atlantic описує явище, що часто використовуються чоловіками для жінок, як «пояснення без врахунку факту, що ті, кому пояснюють, можуть знати більше за роз'яснювачів». Ребекка Солніт (англ.Rebecca Solnit) описує менсплейнінг як комбінацію «самовпевненості та невігластва».

## Історія
Терміну дала життя стаття американської журналістки і письменниці Ребеки Солніт «Чоловіки вчать мене жити» (Men Explain Things to Me), опублікована в Los Angeles Times 13 квітня 2008 року. Саме слово «менсплейнінг» вперше з'явилося в коментарях в LiveJournal через місяць після публікації статті Солніт[джерело?]. Солніт, не вживаючи безпосередньо слова «менсплейнінг», описала комунікативні «придушення» жінок чоловіками, що порушують їх свободу, як «щось, про що знає кожна жінка». Письменниця обурювалась переконанням чоловіків, ніби вони у всьому мають рацію. Чоловіки завжди знають краще, і неважливо, про що говорить жінка.
В статті Солніт розповідає історію про вечірку, коли познайомилася з чоловіком, котрий сказав, що знає, що Солніт письменниця і що вона вже видала кілька книг. Солніт у відповідь почала розповідати співрозмовникові про свою останню працю, присвячену Едварду Майбриджу. Але чоловік перебив Солніт і запитав, чи чула вона про книгу про фотографа Едуарда Майбриджа, що вийшла в цьому році, не зауваживши, ні що цю книгу написала його співрозмовниця, ні того, що саме про неї вона й розповідала хвилину тому.
Популярність терміна «менсплейнінг», в основному через різні феміністські блоги, після виходу статті Солніт поступово зростала.
 В 2010 році він широко розповсюдився в журналістському середовищі. У тому ж 2010 році Нью-Йорк Таймс назвала «менсплейнінг» одним зі своїх слів року (Words of the Year).
У 2014 році Ребека Солніт випустила книгу «Чоловіки вчать мене жити», присвячену упередженій поведінці чоловіків під час бесіди і названу «наріжним каменем феміністського руху». Праця складається з 7 частин, включно з однойменною статтею 2008 року.

## Вживання
Термін активно використовується в журналістському середовищі з 2010 року. В менсплейнінзі журналістками та журналістами були помічені такі відомі чоловіки:
- республіканський кандидат на пост президента в 2012 році Мітт Ромні,
- губернатор Техасу Рік Перрі,
- кіноексперт Лоуренс О'Доннелл,
- актор Метт Деймон,
- музичний продюсер Джимі Айовін,
- прем'єр-міністр Австралії Малкольм Тернбулл,
- адвокат Ральф Нейдер.

## Критика
Попри активне вживання, термін критикували, як приклад соціально-політичної демагогії та маніпулюванням поняттями, при цьому корисність терміна була оскаржена.
Журналістка Леслі Кінзель, помічниця редактора сайту xoJane.com і автора блога Two Whole Cakes («Два цілих торта»), у статті «Чому ви ніколи не почуєте, як я використовую термін „менсплейнінг“» (Why you'll Never Hear Me Use the Term «Mansplain») назвала визначення «упередженим», «що має подвійні стандарти». Кінзель вважає, що подібна поведінка не залежить від статі і стать людини не є виправданням поганої поведінки, через що опротестовує використання терміна для чоловіків. Кінзель аргументує позицію особистими прикладами того, що її чоловік часто розповідає факти, про які вона і так знає. Але робить він це з метою інформування, а не з метою приниження дружини. Подібну поведінку, вважає Кінзель, можна помітити у людей обох статей. Як пише журналістка, їй теж властиві манери, якими володіють «менсплейнери».[джерело?]
Журналістка Кеті Янг у статті «Патріархат помер?» (Is The Patriarchy Dead?) назвала «менсплейнінг» терміном «для тупих і зарозумілих аргументів, заснованих на гендері» і розповідає про редакторку і блогерку Норі Каплан-Брікер, головну редакторку видання «New Republic», яку також звинуватили в «менсплейнінзі». Термін, як зауважує Кеті Янг, тепер вживається і щодо жінок. Цей приклад показує, що слово «менсплейнінг» поступово втрачає первісне значення. У статті 2016 року «Вашингтон пост» Кеті Янг писала, що це лише одне з багатьох термінів, де використовується слово «чоловік» («англ. man») як принизливий префікс, і що ця конвенція є частиною «поточного циклу мізандрії».
Меган Даум у статті «Лос-Анджелес Таймс» у 2015 році писала, що «Припустити, що чоловіки частіше кваліфікуються для менсплейнінгу, ніж жінки, — це не тільки сексизм, але й, майже як тонально глухий, класифікуючи все, що чоловік каже, як менсплейнінг. Так що, можливо, це буде рік, коли ми почнемо його знищувати, бо зробити термін дещо більш ґендерно нейтральним.».
Оскільки це слово стало популярним, деякі коментатори поскаржились, що незаконне привласнення послабило його первісне значення (мається на увазі, що слово «mansplain» — це щось чисте, як віконна панель, скло або шибка). Джошуа Сейлі-Харрінгтон і Том Маклафлін написали в «The Globe and Mail», що термін був використаний, як підвид логічної хиби «ad hominem», щоб припинити дебати. Колишня член британського парламенту Енн Віддекомба критикувала увагу до менсплейнінга, відзначаючи прогрес у досягненні гендерної рівності протягом її життя.

## Гендерлекти
Існують дані про мовні відмінності між чоловіками і жінками (ними займається гендерна лінгвістика). Так, наприклад, у деяких країнах у мові людей різних статей можна помітити відмінності в лексиці, граматиці і стилі, спричинені соціально. Подібні явища називаються гендерлектами. Приклад: гендерні відмінності в японській мові, де жінки використовують особливі «жіночі слова», чоловіки — «чоловічі», з різними закінченнями. Чоловіча мова вважається більш грубою і образливою. Також особливості у відмінності мови можна помітити у фонетичних інноваціях іспанської мови Аргентини, в андському різновиді іспанської мови Венесуели, а також у діалектах Колумбії.